# Ángelo Gabrielli
Ángelo Gabrielli, vollständiger Name Ángelo Emanuel Gabrielli Scaroni, (* 23. September 1992 in Colonia 18 de Julio) ist ein uruguayischer Fußballspieler.

## Karriere
Der 1,77 Meter große Defensivakteur Gabrielli stieß zur Apertura 2013 aus der Nachwuchsmannschaft von Centro Atlético Fénix zum Erstligakader. In der Spielzeit 2013/14 absolvierte er dort ein Spiel in der Primera División. Ein Tor erzielte er nicht. Seine Mannschaft belegte am Saisonende den 7. Rang der Gesamttabelle. In der Saison 2014/15 wurde er in 13 Erstligaspielen (kein Tor) eingesetzt. Während der Spielzeit 2015/16 stehen 13 persönlich torlose Erstligaeinsätze für ihn zu Buche. Es folgten in der Saison 2016 13 weitere Erstligaeinsätze (kein Tor) und zwei absolvierte Partien (kein Tor) der Copa Sudamericana 2016. In der laufenden Spielzeit 2017 wurde er bislang (Stand: 10. Februar 2017) einmal (kein Tor) in der Liga eingesetzt.